# Karl von Bornstedt
Karl "Carl" Friedrich Ernst von Bornstedt (* 6. Oktober 1814 in Mandelkow, Kreis Randow; † 31. Juli 1900 in Friedeberg Nm.) war ein preußischer Verwaltungsjurist und Landrat im Kreis Friedeberg Nm. (1871–1894). Zuvor leistete er seinen Militärdienst in der Preußischen Armee
Bornstedt war 1854/55 gewählter Abgeordneter des Wahlkreises Frankfurt 1 (Arnswalde, Friedeberg Nm.) im Preußischen Abgeordnetenhaus. Er gehörte der Fraktion der Konservativen an.
Er vermählte sich am 1. Oktober 1846 in Stargard in Pommern mit Anna Wilhelmine Elisabeth (* 30. Juni 1830; † 3. Oktober 1877).